# The Snake
The Snake är Wildbirds & Peacedrums andra album, utgivet 2008 på Caprice Records. Det spelades in i Svenska Grammofonstudion i Göteborg under december 2007.

## Låtlista
1. "Island" - 2:33
2. "There Is No Light" - 2:46
3. "Chain of Steel" - 3:47
4. "So Soft So Pink" - 6:23
5. "Places" - 4:26
6. "Great Lines" - 5:37
7. "Today/Tomorrow" - 3:04
8. "Liar Lion" - 3:53
9. "Who Ho Ho Ho" - 2:52
10. "My Heart" - 7:38